# تل خطره
تل خطره (به عربی: تل خطرة) یک روستا در سوریه است که در ناحیه ابوالظهور واقع شده‌است. تل خطره ۷۴۹ نفر جمعیت دارد.